# Blue Crush
Blue Crush är en amerikansk-tysk film från 2002, med Kate Bosworth, Matthew Davis, Michelle Rodriguez, Sanoe Lake och Mika Boorem i huvudrollerna.

## Handling
Inget kan komma mellan Anne Marie och hennes surfbräda. Hon går upp före gryningen varje morgon för att besegra vågorna och räkna dagarna fram till den stora surfartävlingen. Hon är fullt koncentrerad på den tills hon träffar Matt och faller för honom.

## Om filmen
Filmen är inspelad i Los Angeles och Oahu. Den hade världspremiär i USA den 8 augusti 2002 och hade svensk premiär på TV den 5 augusti 2005.

## Rollista (urval)

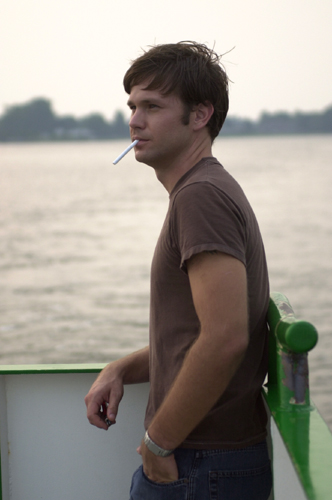
Kate Bosworth och Matthew Davis innehar huvudrollerna

- Kate Bosworth - Anne Marie Chadwick
- Matthew Davis - Matt Tollman
- Michelle Rodriguez - Eden
- Sanoe Lake - Lena
- Mika Boorem - Penny Chadwick
- Chris Taloa - Drew

## Musik i filmen
- Could You Be Loved, skriven av Bob Marley, Damian Marley och Stephen Marley, framförd av Bob Marley och Damian Marley
- Cruel Summer, skriven av Sarah Dallin, Steve Jolley, Tony Swain, Siobhan Fahey och Karen Woodward, framförd av Blestenation, Diana och Bananarama
- Move, skriven och framförd av Dujeous
- Jam For The Ladies, skriven av Moby, Angie Stone, M.C. Lyte och Michael McDermon, framförd av Moby och Mic Geronimo
- The Shores of Maui, skriven av Don Great och Marc Ferrari, framförd av Don Great
- Firesuite, skriven av Jimi Goodwin, Jez Williams och Andy Williams, framförd av Doves
- Rock Star, skriven av Pharrell Williams och Chad Hugo, framförd av N.E.R.D.
- Party Hard, skriven av Dave Kelly, Dameon Beckett, Moses Davis och Winston Burger, framförd av Beenie Man
- Front 2 Back, skriven av Franklin Toson, Jr. och Trevor Jackson, framförd av Playgroup
- Destiny, skriven av Sophie Barker, Henry Binns, Sam Hardaker och Sia Furler, framförd av Zero 7
- If I Could Fall in Love, skriven av Lenny Kravitz och Craig Ross, framförd av Lenny Kravitz
- Big Love, skriven av Sovory, Ralph Churchwell IV, Michael Nielsen och Boots Ottestad, framförd av Chicken
- Youth Of The Nation, skriven av Sonny, Marcos, Traa och Wuv, framförd av P.O.D.
- Daybreaker, skriven och framförd av Beth Orton
- Spilt Milk, skriven och framförd av Dujeous
- Sightlines, skriven och framförd av Dujeous
- Promised Land, skriven och framförd av Mashek Fashek
- Feel Good, skriven av Ivan Scott Martin, Alejandro Martinez och David Lewis Keimo Thomas, framförd av Delinquent Habits
- Everybody Got Their Something, skriven av Nikka Costa och Justin Stanley, framförd av Nikka Costa
- Kinda' Kinky, skriven av Alex Gimeno och Lukasz Gottwald, framförd av Ursula 1000
- Walk About, skriven och framförd av Sanoe Lake

## Utmärkelser
- 2003 - Golden Trailer Awards - Golden Fleece